# 本仏寺 (杉並区)
本佛寺（ほんぶつじ）は、東京都杉並区にある日蓮宗の寺院。

## 概要
1631年（寛永8年）、修行院日通によって開山された。元々は武蔵国豊島郡谷中村（現・東京都台東区谷中）に位置していたが、1689年（元禄2年）の火災で焼失し、翌年に武蔵国葛飾郡本所出村（現・東京都墨田区太平）に移転した。
江戸時代、当寺に安置している鬼子母神像は「子授け・開運鬼子母神」と呼ばれ、真源寺（台東区入谷）と法明寺（豊島区雑司が谷）とともに「江戸三大鬼子母神」の一つとして、大いに賑わっていた。
1923年（大正12年）の関東大震災で焼失し、19年後の1942年（昭和17年）に現在地に移転して再建した。

## 交通アクセス
- 地下鉄丸ノ内線東高円寺駅より徒歩10分。
- 宿91系統(新宿駅西口～新代田駅)(都営バス))渋66系統(渋谷駅～阿佐ケ谷駅)(都営バス・京王バス)高46系統(杏林大学杉並病院～高円寺駅南口)(京王バス)「堀ノ内」バス停下車